# Helîm Yûsiv
Helîm Yûsiv (ur. 1967 w Amuda) – syryjski pisarz oraz prawnik pochodzenia kurdyjskiego. Swoje teksty pisze w języku kurdyjskim oraz arabskim.
Od 2000 roku mieszka w Niemczech jako uchodźca polityczny.

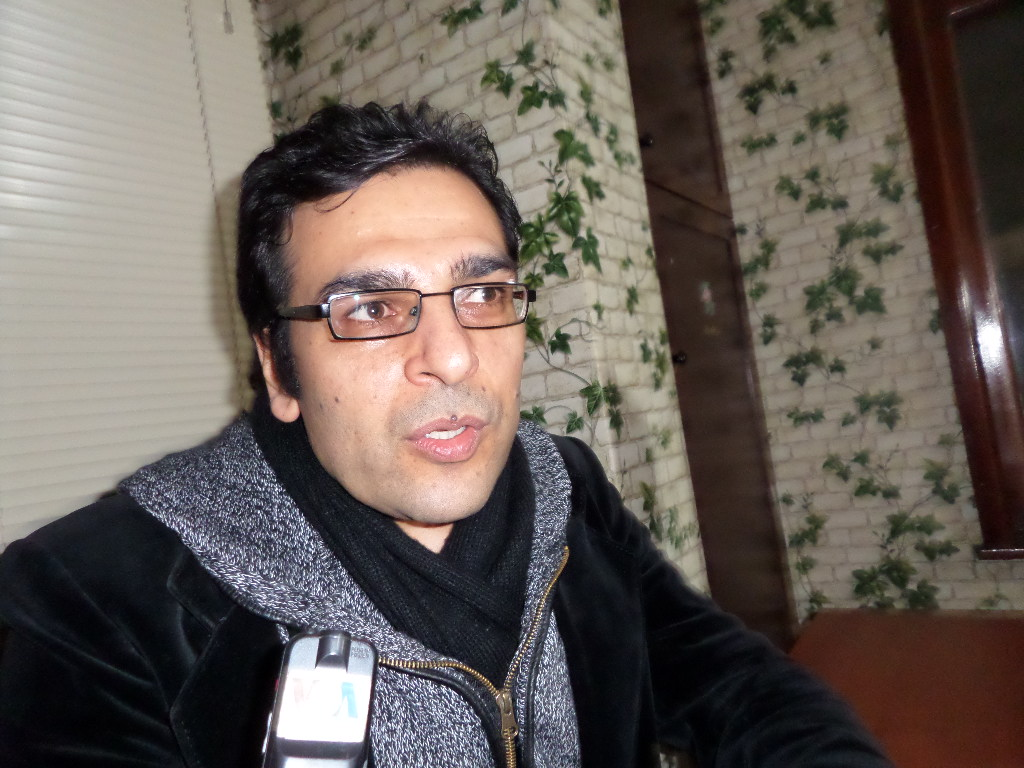
Helîm Yûsiv (2013)

## Twórczość[1]

### Nowele
- Mêrê avis (1991)
- Jinên qatên bilind (1995)
- Mirî ranazin (1996)
- Memê bê Zîn  (2003)
- Ausländer beg (2011)

### Powieści
- Sobarto (1999)
- Tirsa bê diran (2006)
- Gava ku masî tî dibin (2008)

### Publikacje naukowe
- Romana kurdî (2011)